# Ярославський річковий порт

Ярославський річковий порт — річковий порт по двох берегах річки Волги в місті Ярославлі (522 км від Москви). Створений в 1948 році на базі пристані, що існувала тут як мінімум з XIII століття. Єдиною глибоководною мережею Європейської частини Росії пов'язаний з Балтійським, Білим, Каспійським, Азовським, Чорним морями. Судноплавство протягом 6 місяців в році з травня по жовтень. Річний вантажообіг 3,5 млн тонн.
Має буксирний флот потужністю 300-1340 к. с., несамохідні баржі, плавкрани вантажопідйомністю 5-16 тонн, пасажирський швидкісний і водозамірний флот. Володіє ремонтною базою, майстернями, комплексом по сушці, доопрацювання пиломатеріалів, комплексом з обслуговування пасажирів. Основними ринками послуг порту в перевезеннях вантажів є Ярославль, Вологда, Московська області та місто Москва.
Власники Відкритого акціонерного товариства «Ярославський річковий порт»: ЗАТ «Спектр-Холдинг» — 57,4 %; ЗАТ «Торговий дім „Ярославський річковий порт“» — 31,5 %.